# Adam Przeworski
Adam Przeworski (Varsòvia, 5 de maig de 1940) és un professor polonès i nacionalitzat estatunidenc de Ciències Polítiques especialitzat en política comparada. És professor emèrit al Departament de Política de la Universitat de Nova York i estudiós de les societats democràtiques, la socialdemocràcia i l'economia política, així com un dels primers defensors de la teoria de l'elecció racional en ciència política.

## Obra publicada
Przeworski ha publicat àmpliament en diversos camps. Un dels seus primers treballs, The Logic of Comparative Social Inquiry (1970), és considerat «una influència important en les pràctiques metodològiques en política comparada».
Els seus dos llibres de la dècada del 1980, Capitalism and Social Democracy (1985) i Paper Stones (1986), en coautoria, es van centrar en la qüestió de per què els partits d'esquerres «abandonen el socialisme i adopten, en canvi, una agenda reformista dins dels paràmetres del capitalisme».
Després va escriure diversos treballs sobre aspectes dels sistemes democràtics, com Democracy and the Market (1991), Democracy and Development (2000), Democracy and the Limits of Self-Government (2010), Why Bother with Elections? (2018) i Crises of Democracy (2019), on defensa una concepció minimalista de la democràcia en la qual «la democràcia és només un sistema en què els governants són seleccionats per eleccions competitives».
Przeworski també va publicar dues panoràmiques generals de les teories de l'estat i l'economia política: The State and the Economy Under Capitalism (1990) i States and Markets (2003).
Dues preocupacions constants en la recerca de Przeworski han estat: la compatibilitat de la democràcia i el capitalisme, i la possibilitat d'un camí democràtic cap al socialisme, sota la influència de les obres de Karl Marx.